# Gulomahda
Gulomahda est un des 36 woredas de la région du Tigré, dans le Nord de l'Éthiopie.

## Géographie

### Localisation
Gulomahda se situe dans la zone Misraqawi, dans le Tigré, à la frontière avec l'Érythrée.
|         |               |                  |
| Enticho | Gulomahda     | Irob             |
|         | Ganta Afeshum | Saesi Tsaedaemba |

### Transports
Une seule route principale traverse Gulomahda, elle relie Adigrat au sud et l'Érythrée au nord.

## Démographie
En 2007, lors du dernier recensement, Gulomahda comptait 138 043 habitants, ce qui en fait le quatrième woreda le moins peuplé de la zone Misraqawi. Avec 9 986 personnes habitant en ville, le woreda est très majoritairement rural.
La principale ville de Gulomahda est Fatsi.